# 1798
Cette page concerne l'année 1798  du calendrier grégorien.
L'année 1798 est une année commune qui commence un lundi.

## Événements
- 17 mai, Calcutta : Richard Wellesley prend ses fonctions de gouverneur général de l’Inde britannique (fin en 1805)[1].
- 19 mai : début de l'expédition de Bonaparte en Égypte, envoyé dans le but de menacer la Grande-Bretagne en Méditerranée orientale et de la couper de la route des Indes. Partie de Toulon, elle prend Malte le 12 juin[2].

- 1er juillet (Mess Ther V) : débarquement de Napoléon Bonaparte en Égypte[3]. Deux beys, Mourad et Ibrahim, se partagent le pouvoir dans le pays.
- 2 juillet : prise d'Alexandrie[2].
- 3 juillet : départ de Tete d’une expédition dirigée par Francisco José de Lacerda e Almeida pour tenter de relier l’Angola au Mozambique ; après la mort de Lacerda le 18 octobre, l’expédition rebrousse chemin en juillet 1799 et est de retour à Tete le 22 novembre suivant[4].
- 21 juillet : Bonaparte bat les Mamelouks de Mourad Bey en Égypte à la bataille des Pyramides[2].
- 23 juillet : prise du Caire[2].

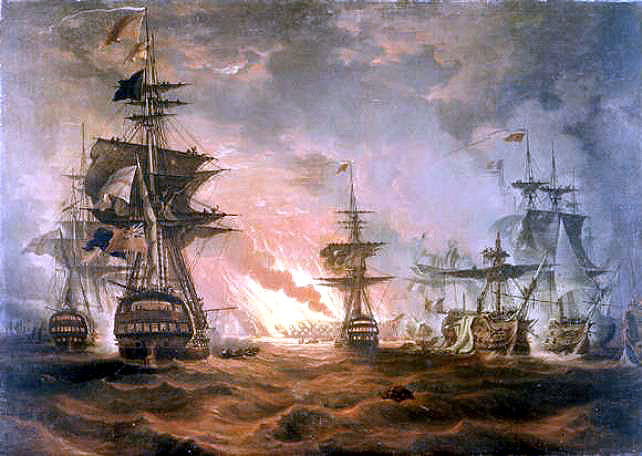
: bataille d'Aboukir.

- 1er août (Ther VI) : la flotte française d'Égypte de Brueys d'Aigailliers est anéantie par les Britanniques de Nelson à la bataille d'Aboukir[2].
- 20 août : fondation au Caire de l'Institut d'Égypte[5].

- 4 septembre : début de l’expédition de l’Allemand Friedrich Konrad Hornemann, parti du Caire déguisé en marchand musulman, vers les oasis de Siouah et de Mourzouk (Fezzan) puis le Bornou, qu’il est le premier européen à atteindre (fin en 1801)[6].
- 6 septembre : une loi de Bonaparte introduit en Égypte la notion de propriété individuelle, jusqu’alors inconnue[7].
- 9 septembre : l’Empire ottoman entre en guerre contre la France. Il s’allie à la Russie (23 décembre) et à l’Autriche pendant la Deuxième Coalition (1798-1802)[8].

- 12 octobre, Mascate : convention signée entre le sultanat d’Oman et les Britanniques, qui lorsque Bonaparte débarque en Égypte, demandent au sultan de cesser toutes relations commerciales avec les Français et les Hollandais[9].
- 21 octobre : révolte de la population du Caire contre l’occupation française[10].

- Ghana actuel : début du règne de Opoku Fofie, asantehene des Ashantis (fin en 1799)[11].
- Début supposé du règne de Kamanya, roi (kabaka) du Bouganda à la mort du kabaka Semakokiro (fin en 1825)[12]. Kamanya accède au trône après avoir fait mettre à mort son frère avec plusieurs de ses propres fils accusés d’avoir choisi de soutenir le camp adverse au moment de la guerre de succession. Kamanya créé des bitongole (circonscriptions à la fois administratives et militaires) à côté des anciens saza (unités uniquement administrative) et nomme à la tête de la plupart des saza des fonctionnaires dépendant de lui à la place des chefs héréditaires. Il brise l’ambition des chefs de clan en prenant une épouse dans chaque clan important et en gardant à sa cour les fils des chefs (bagalagala, pages).

### Amérique
- 30 mars : l'armistice du 30 mars 1798 permet à Toussaint Louverture de régler les détails de la retraite de l'armée anglaise de Saint-Domingue[13].

- 7 avril : le territoire du Mississippi devient partie intégrante des États-Unis[14].

- 16 mai : entrée triomphale du général noir Toussaint Louverture et de son armée d'ex-esclaves dans Port-au-Prince[13].

- 18 juin, 25 juin, 6 juillet, 14 juillet : lois sur les étrangers et la sédition aux États-Unis[15]. Dix Américains seront emprisonnés pour outrage au gouvernement.

- 7 juillet : le Congrès dénonce le traité d'alliance de 1778 avec la France. Début de la quasi-guerre des États-Unis contre la France pour des raisons économiques[16].

- 12 août, Brésil : révolution des alfaiates (artisans-tailleurs) à Bahia[17].
- 31 août : après un accord avec Toussaint Louverture, les Britanniques quittent leur dernier bastion du nord de Saint-Domingue, le Môle-Saint-Nicolas[18].

- 10 septembre : bataille de St George's Caye à Belize[19].

### Europe
- 22 janvier : coup d’État instaurant une constitution radicale et démocratique en République batave adoptée le 25 avril[20]. Centralisation de l’État sur le modèle français. Un exécutif de cinq directeurs et désigné. Abolition des privilèges. Le coup d’État monté par Daendels avec l’appui de Talleyrand (12 juin) met fin à l’expérience.
- 24 janvier : indépendance du canton de Vaud[21].
- 28 janvier : Mulhouse devient française[22].

- 15 février : les armées françaises envahissent Rome[23].
- 17 février : les émissaires du Directoire donnent l'ordre à Pie VI de partir sous deux jours. Il part dans la nuit du 19 au 20 février[24]. Les États pontificaux sont remplacés par la république romaine.

- 12 mars : édit de tolérance en Russie, qui autorise les vieux-croyants à construire des églises[25].
- 28 mars : 
  - proclamation de la République helvétique en Suisse, aidé par le Directoire qui profite de troubles suscités par les patriotes des cantons suisses[26].
  - Espagne : démission de Godoy, remplacé par Saavedra comme secrétaire d'État. Retour en faveur des partisans des Lumières, comme Jovellanos ou Mariano Luis de Urquijo[27].
- 29 mars : Louis XVIII est accueilli à Mitau[28]. Le gouvernement russe lui verse une pension de 200 000 roubles.

- 12 avril : promulgation à Aarau de la constitution de la République helvétique sur le modèle de la constitution française[26].
- 13 avril, Italie : coups d’État antiroyalistes (13 avril, 19 octobre) et antijacobins (30 août, 10 décembre) en République cisalpine[29]. Soulèvement antifrançais en Valteline, incorporée à la République cisalpine le 10 octobre 1797.
- 18 et 19 avril, Grande-Bretagne : arrestation de membres de la Société de correspondance londonienne, qui mènent une campagne pour réformer le système électoral[30].
- 26 avril : Genève devient française[22].

- 18 mai : le prince Repnine est envoyé à Berlin pour proposer une quadruple alliance défensive (Russie, Autriche, Prusse, Grande-Bretagne)[31].
- 23 mai : le patriote irlandais Theobald Wolfe Tone conduit une révolte infructueuse contre les Britanniques, soutenue par la France[32]. Elle est suivie d’une répression féroce.

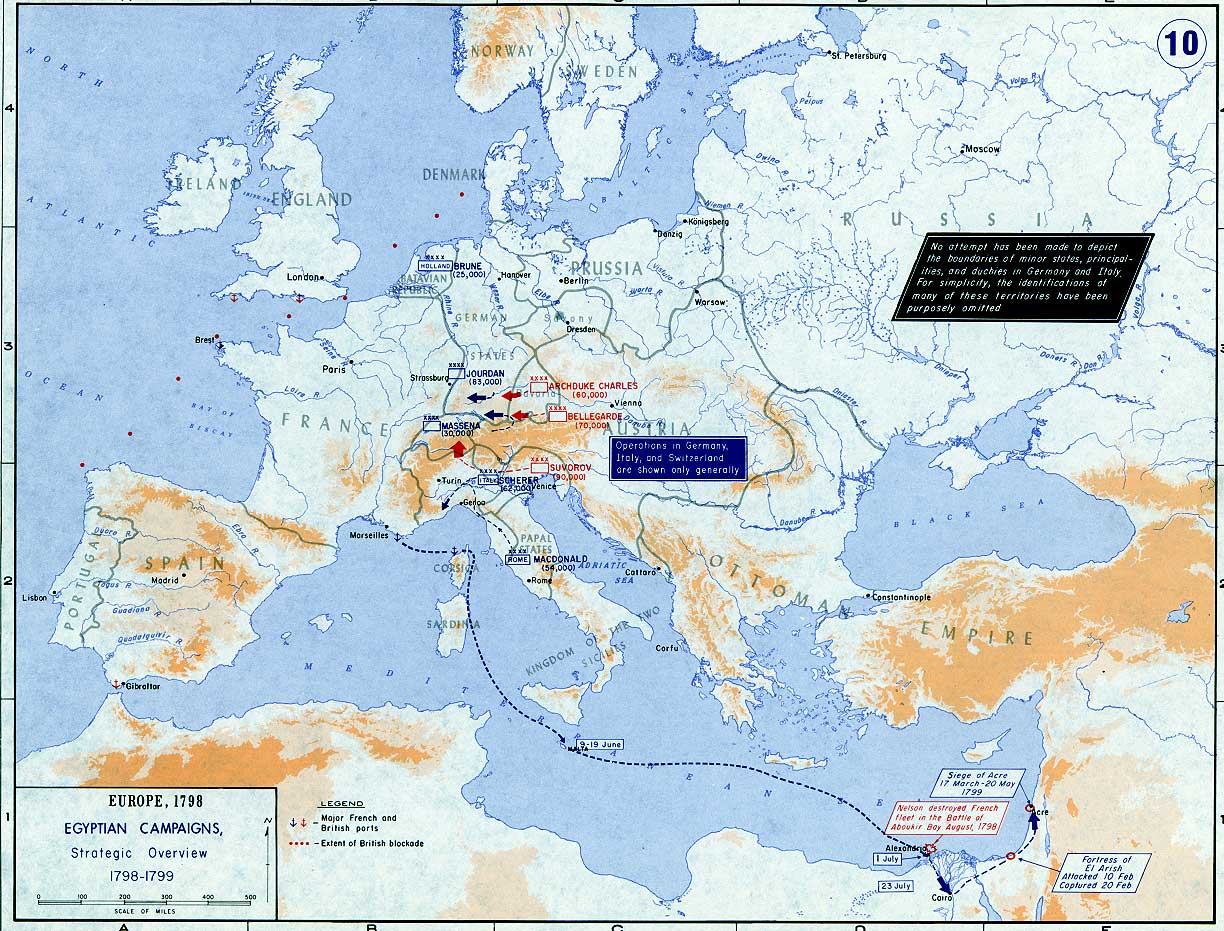
Situation stratégique en Europe en 1798.

- 2 juin : Pie VI est fait prisonnier par les troupes françaises à la chartreuse de Galluzzo près de Florence[33].
- 12 juin : Bonaparte s'empare de Malte[2]. Paul Ier de Russie déclare qu’il prend l’Ordre de Saint-Jean de Jérusalem sous sa protection (10 septembre). Il se proclame grand maître de l’Ordre le 13 novembre[34].
- 21 juin : victoire des troupes britanniques face aux rebelles irlandais à la bataille de Vinegar Hill[35].

- 22 août : une expédition française débarque à Killala en Irlande[36] (fin le 12 octobre).
- 27 août : victoire franco-irlandaise à la bataille de Castlebar[36].

- Septembre : début de la Deuxième Coalition (fin en 1802)[37].

- 8 septembre : victoire britannique à la bataille de Ballinamuck[36].
- 9 septembre : entrée en guerre de la Turquie contre la France[8].

- 1er octobre, Pologne[38] : d’anciens Jacobins de Varsovie (Erazm Mycielski, Andrzej Horodyski, Józef Kalasanty Szaniawski), qui se réclament de Kosciuszko et de Hugo Kołłątaj, alors emprisonné en Autriche, fondent la Société des Républicains Polonais (Towarzystwo Republikanów Polskich), une société secrète qui prône une Constitution inspirée de celle de l’an III. Ils mènent une propagande idéologique et sont accusés de pratiquer l’espionnage au profit des français[39].
- 12 et 23 octobre : prise de Cerigo et de Zante[40]. Premiers succès de la flotte russe en Méditerranée sous les ordres de l’amiral Ouchakov.
- 23 octobre : bataille de Nicopolis. La ville de Preveza (Épire) (possession française depuis le traité de Campo-Formio) est décimée par Ali Pacha de Janina[41].

- 24 novembre : les Napolitains entrent en guerre et marchent sur Rome, où le roi de Naples entre le 29[42].
- 29 novembre, Saint-Pétersbourg : la Russie s’allie avec le roi de Naples[43].

- 1er décembre, Naples : la Grande-Bretagne s’allie avec le roi de Naples[43].
- 5 décembre : massacre de Hasselt perpétré par les troupes françaises et qui met fin à la révolte belge[44].
- 8 décembre : introduction dans le budget du Royaume-Uni par William Pitt le Jeune de l'impôt sur le revenu[45], qui restera en vigueur pendant l'essentiel des guerres napoléoniennes mais sera aboli en 1816 une fois la paix revenue.

- 23 décembre : traité d’alliance défensive entre l’Empire ottoman et la Russie[46]

- Russie : les 50 gouvernements provinciaux sont réduits à 41. Les effectifs de l’armée sont réduits (45 440 hommes sont licenciés). L’entrée en Russie est interdite à tous les ressortissants français[47]. Création d’un ministère du Commerce[48].

## Naissances en 1798
- 6 janvier : Giovanni Marghinotti, peintre néoclassique italien († 20 janvier 1865).
- 19 janvier : Auguste Comte, philosophe français († 5 septembre 1857).
- 24 janvier : Théodore Caruelle d'Aligny, peintre français († 24 février 1871).
- 30 janvier : Manuel Francisco Pavón Aycinena, homme politique guatémaltèque († 19 avril 1855).
- 31 janvier : Carl Gottlieb Reissiger, compositeur allemand († 7 novembre 1859).

- 2 février : Edme-Jean Pigal, peintre de genre, dessinateur, graveur et lithographe français († 16 septembre 1872).
- 14 février : Searles Valentine Wood, paléontologue britannique († 26 octobre 1880).
- 19 février : Allan MacNab, homme d'affaires et homme politique canadien († 8 août 1862).

- 6 mars : Jacques Boè, dit Jasmin, poète Occitan († 4 octobre 1864).

- 5 avril : Louis-Désiré Véron, écrivain et administrateur († 27 septembre 1867).
- 11 avril : Alfred Victor du Pont, chimiste et industriel franco-américain († 4 octobre 1856).
- 12 avril : Charles-Auguste van den Berghe, peintre néo-classique français († 17 novembre 1853).
- 19 avril : Franz Gläser, chef d'orchestre et compositeur boémien/danois († 29 août 1851).
- 20 avril : William Edmond Logan, géologue canadien († 22 juin 1875).
- 26 avril : Eugène Delacroix, peintre français († 13 août 1863).
- 27 avril : Claire Clairmont, la fille de la belle-mère de la femme de lettres Mary Shelley et la mère de la fille de Lord Byron, Allegra († 19 mars 1879).
- 30 avril : Alexis-Victor Joly, peintre et dessinateur français († 20 septembre 1870).

- 3 mai : Henri Édouard Truchot,  peintre français († 18 août 1822).
- 12 mai : Alphonse Périn, peintre français († 6 octobre 1874).
- 18 mai : Anthelme Trimolet, peintre français († 17 décembre 1866).
- 21 mai : Prosper Barbot, peintre français († 12 octobre 1877).
- 25 mai : Alexeï Lvov, compositeur russe († 16 décembre 1870).
- 28 mai :
  - Joseph Dessauer, compositeur et pianiste autrichien puis austro-hongrois († 8 juillet 1876).
  - Ferdinand de Meeûs, homme d'affaires et homme politique belge († 5 avril 1861).
- 31 mai : Étienne-François Coignet, poète et bibliothécaire français († 5 octobre 1866).

- 17 juin : František Palacký, historien et homme politique autrichien puis austro-hongrois († 26 mai 1876).
- 20 juin : Louis-François Pinagot, sabotier français († 31 janvier 1876).
- 24 juin : Henri Valton, peintre français († 27 avril 1878).

- 11 juillet : Paulo Savi, géologue et ornithologue italien († 5 avril 1871).
- 22 juillet : Gabriele Smargiassi, peintre italien († 12 mai 1882).
- 29 juillet : Carl Blechen, peintre allemand († 23 juillet 1840).

- 3 août : Prosper Duvergier de Hauranne, homme politique et journaliste français († 19 mai 1881).
- 6 août : Pierre Letuaire, peintre et dessinateur français († 2 septembre 1885).
- 9 août : Léonard Greindl, militaire et homme politique belge († 24 février 1875).
- 21 août : Jules Michelet, historien français († 9 février 1874).
- 22 août : François-Antoine Bossuet, peintre belge († 30 septembre 1889).
- 28 août : Harro Paul Harring, révolutionnaire, poète et peintre allemand († 15 mai 1870).

- 25 septembre :
  - Jean-Baptiste Élie de Beaumont, géologue français († 21 septembre 1874).
  - Henry Scheffer, peintre français d'origine néerlandaise († 15 mars 1862).
- 26 septembre : Claude-Basile Cariage, peintre et professeur de dessin français († 19 septembre 1875).
- 28 septembre : Charles-Philippe Larivière, peintre français († 29 février 1876).

- 8 octobre : Pierre Paul Demaray, homme politique canadien († 17 septembre 1854).
- 13 octobre : Solomon Quetsch, rabbin et talmudiste autrichien († 30 janvier 1856).
- 14 octobre : Jean-Charles-Alphonse Avinain, criminel français († 27 novembre 1867).
- 15 octobre :
  - François-Auguste Biard, peintre français († 30 juin 1882).
  - Massimo d'Azeglio, penseur et acteur italien du Risorgimento († 15 janvier 1866).
- 22 octobre : Jodocus Donatus Hubertus Temme, homme politique, juriste et écrivain allemand († 14 novembre 1881).
- 28 octobre : Henri Bertini, compositeur et pianiste français († 30 septembre 1876).
- 31 octobre : Ludwig Markus, historien, orientaliste et germaniste français d'origine allemande († 15 juillet 1843).
- Octobre : Ulysse Darracq, botaniste, pharmacien et naturaliste français († 12 janvier 1872).

- 2 novembre : Jules Coignet, peintre français († 1er avril 1860).

- 4 décembre : Jules Dufaure, avocat et homme politique français († 28 juin 1881).
- 5 décembre : Alexandre Colin, peintre et lithographe français († 21 novembre 1875).
- 10 décembre : Alexandre Brioullov, peintre et architecte russe († 21 janvier 1877).
- 15 décembre : Auguste Hussenot, dessinateur, peintre et décorateur français († 9 décembre 1885).
- 24 décembre : Adam Mickiewicz, poète polonais († 26 novembre 1855).

- Carlo Ruspi, peintre italien († 1863).

## Décès en 1798
- 28 janvier : Christian Gottlob Neefe, compositeur et chef d'orchestre allemand (° 5 février 1748).

- 9 février : Antoine Favray, peintre français (° 8 septembre 1706).
- 12 février : Stanislas II, roi de Pologne (° 17 janvier 1732).
- 15 février : Johann Baptist Enderle, peintre baroque bavarois (° 15 juin 1725).

- 7 mars: Gabriel-Narcisse Rupalley, peintre français (° 24 mars 1745).

- 10 mai : George Vancouver, navigateur britannique (° 22 juin 1757).
- 15 mai : Thomas Jenkins, peintre et marchand d'art britannique établi à Rome (° 21 décembre 1722).

- 4 juin : Giovanni Jacopo Casanova (° 2 avril 1725).
- 24 juin : Rigas, écrivain, lettré et patriote grec (° vers 1757).

- 17 juillet :  Henry Joy McCracken, fabricant de coton, industriel et presbytérien irlandais  (° 31 août 1767).

- 27 août : Louis Joseph Watteau, peintre français (° 10 avril 1731).

- 9 septembre : Johann Melchior Wyrsch, peintre suisse (° 1er août 1732).
- 30 octobre : Karl Anton Hickel, peintre portraitiste autrichien (° 31 mars 1745).

- 6 novembre : François Marie Salembier, chauffeur et bandit de grand chemin, guillotiné (° 15 décembre 1764)
- 19 novembre : Theobald Wolfe Tone, homme politique irlandais (° 20 juin 1763).

- 3 décembre : Marc-Jean Achard-Lavort prêtre réfractaire (° 31 mars 1755).
- 8 décembre :  Giovanni Battista Casanova, peintre  et historien d'art italien (° 2 novembre 1730).
- 9 décembre : Johann Reinhold Forster, naturaliste polonais d'origine allemande  (° 22 octobre 1729).
- 16 décembre :
  - Gaetano Brunetti, violoniste et compositeur italien (° 1744).
  - Thomas Pennant, amateur d'antiquités et naturaliste britannique (° 14 juin 1726).

- Date inconnue :
- Giuseppe Angeli, peintre baroque italien (° 1712).